# 1784 au Québec
Cet article traite des événements survenus en 1784 au Québec. 

## Événements

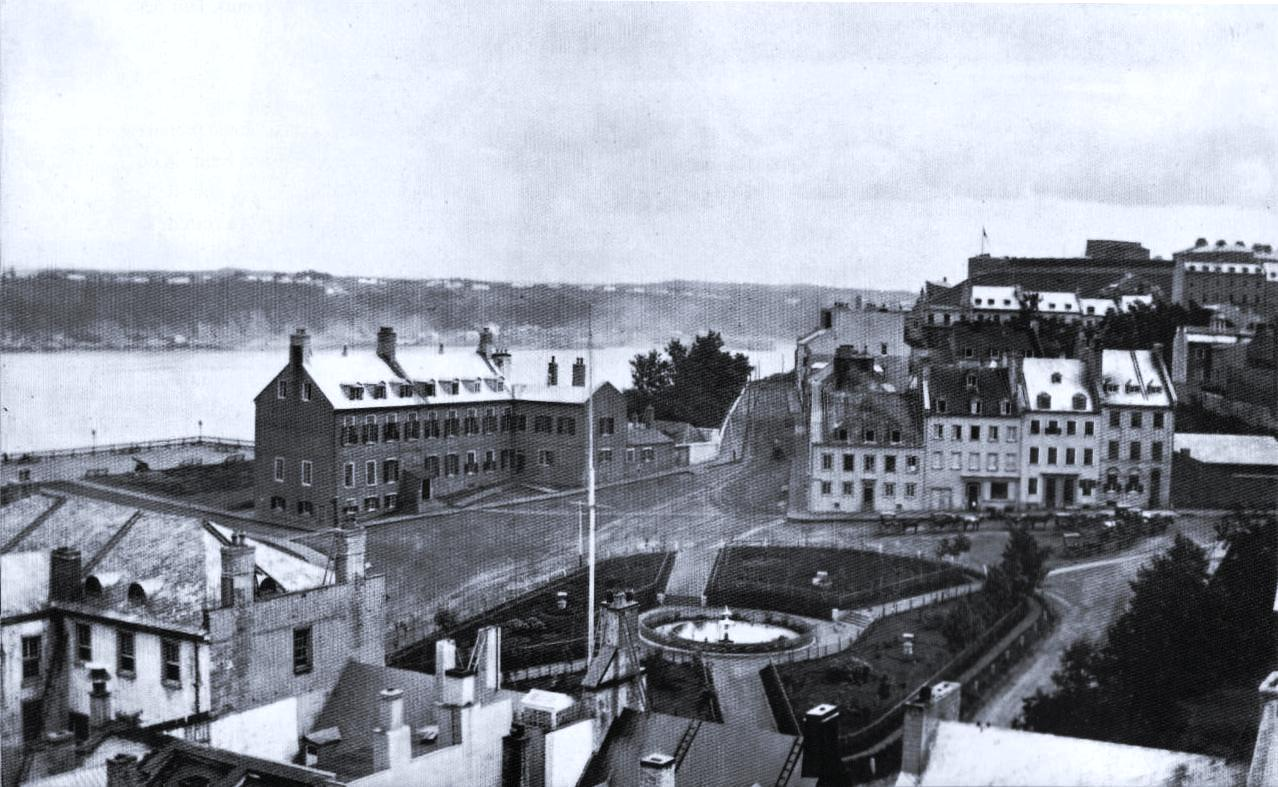
Château Haldimand

- 16 août : Fondation des colonies du Nouveau-Brunswick et de l'Île du Cap Breton. Joseph Frederick Wallet Desbarres est le premier gouverneur du Cap Breton.
- 24 novembre : Louis-Philippe Mariauchau d'Esgly devient évêque de Québec.
- Novembre : Henry Hamilton devient lieutenant-gouverneur de la Province of Quebec.
- Début de la construction du Château Haldimand à Québec. Cet édifice remplacera le siège du gouvernement.
- Fondation de plusieurs villes par les Loyalistes dont Cornwall et Kingston.
- Les Mohawks conduit par Joseph Brant s'établissent à un lieu qui va porter le nom de Brantford.
- Laurent Leroux est le premier blanc à explorer le Grand lac des Esclaves.

Le premier recensement effectué depuis la guerre de 7 ans a lieu en 1784.

## Naissances
- 5 avril : Jean-Baptiste Dumouchelle, juge et patriote.
- 19 octobre : John McLoughlin, commerçant en fourrures et l'un des fondateurs de l'Oregon.

## Décès
- 1 octobre : Luc de la Corne, marchand et militaire.
- 13 décembre : Samuel Johnson, écrivain et voyageur.